# Serie di funzioni

Convergenza della serie:
alla funzione logaritmo.

In analisi matematica, una serie di funzioni è uno strumento usato per generalizzare lo studio della somma di un numero finito di funzioni e giungere ad alcuni importanti risultati di convergenza, per poter esprimere una funzione qualsiasi come una somma (infinita) di altre funzioni, magari più semplici da trattare.
Una serie di funzioni, analogamente alle serie numeriche, è definita come una particolare successione associata ad un'altra successione.
Tale successione è una successione di funzioni {\displaystyle \{f_{n}\}_{n\in \mathbb {N} }}, cioè ogni elemento della successione è una funzione {\displaystyle f_{n}(x):D\longrightarrow \mathbb {R} }, e la serie associata è definita dalla legge {\displaystyle \{s_{n}(x)=f_{0}+\cdots +f_{n}\}_{n\in \mathbb {N} }} e si indica anche con:
{\displaystyle \sum _{n=0}^{+\infty }f_{n}(x)}
Nel definire le serie di funzioni, e nell'enunciarne molti teoremi e proprietà, non è affatto necessario presupporre su D alcuna struttura. Dove sia richiesto, l'insieme D potrà essere uno spazio topologico, metrico, etc. o un certo sottoinsieme di {\displaystyle \mathbb {R} }, {\displaystyle \mathbb {C} }, {\displaystyle \mathbb {R} ^{n}} o {\displaystyle \mathbb {C} ^{n}}.
In analogia con le serie numeriche, i termini {\displaystyle f_{n}} e {\displaystyle s_{n}} vengono detti rispettivamente termine generale e somma parziale della serie.

## Tipi di convergenza di una serie di funzioni
Sia data la seguente serie di funzioni
{\displaystyle \sum _{n=0}^{+\infty }f_{n}(x)}

### Convergenza puntuale
La serie converge puntualmente ad una funzione {\displaystyle f} in {\displaystyle A} se la serie numerica:
{\displaystyle \sum _{n=0}^{+\infty }f_{n}(x_{0})}
converge a {\displaystyle f(x_{0})} per ogni {\displaystyle x_{0}} in {\displaystyle A}. L'insieme {\displaystyle A} viene detto dominio di convergenza puntuale della serie.

### Convergenza assoluta
La serie converge assolutamente se la serie di termine generale {\displaystyle |f_{n}|} converge puntualmente.

### Convergenza uniforme
La serie converge uniformemente ad una funzione {\displaystyle f} in {\displaystyle A} se converge uniformemente la successione delle somme parziali {\displaystyle \{s_{n}(x)\}_{n\in \mathbb {N} }}.

### Convergenza totale
La serie converge totalmente ad una funzione {\displaystyle f} in {\displaystyle A} se e solo se passa il criterio di Weierstrass, ovvero se valgono le seguenti condizioni equivalenti:
- Esiste {\displaystyle \{M_{n}\}_{n\in \mathbb {N} }\subseteq \mathbb {R} _{+}} tale che:

{\displaystyle \sum M_{n}<\infty \qquad |f_{n}(x)|\leq M_{n}\qquad \forall x\in A\quad n\in \mathbb {N} }
- Si verifica:

{\displaystyle \sum \sup _{x\in A}|f_{n}(x)|<\infty }
Queste condizioni esprimono, in sostanza, l'esistenza di una serie a termini positivi convergente che "domini" la serie in questione, analogamente con il teorema della convergenza dominata di Lebesgue.

## Teoremi

### Collegamenti tra le convergenze
Se una serie converge totalmente, allora converge anche uniformemente e assolutamente. Non è vero il viceversa.
Se una serie converge uniformemente in {\displaystyle A}, allora {\displaystyle f_{n}} converge uniformemente a {\displaystyle 0} in {\displaystyle A}, ovvero:
{\displaystyle \lim _{n\to \infty }{\sup _{x\in A}|f_{n}(x)|=0}}

### Limite sotto segno di serie (teorema del limite uniforme)
Sia una serie di funzioni continue che converge uniformemente alla funzione somma {\displaystyle f}. Allora anche la funzione somma è continua.
{\displaystyle \lim _{x\to x_{0}}f_{n}(x)=f_{n}(x_{0}),f_{n}(x)\to f{\text{ uniformemente}}\implies \lim _{x\to x_{0}}f(x)=\lim _{x\to x_{0}}\sum _{n}^{\infty }f_{n}(x)=\sum _{n}^{\infty }\lim _{x\to x_{0}}f_{n}(x)}

### Derivazione sotto segno di serie
Sia una serie di funzioni derivabili in {\displaystyle [a,b]}. Se la serie delle derivate è uniformemente convergente, allora la derivata della funzione somma può essere scritta come la serie delle derivate.
{\displaystyle f(x)=\sum _{n}f_{n}(x),\sum _{n}f'_{n}(x){\text{ unif. conv. }}\implies f'(x)={\frac {\mathrm {d} }{\mathrm {d} x}}\sum _{n}f_{n}(x)=\sum _{n}f'_{n}(x)}

### Integrazione sotto segno di serie
Sia una serie di funzioni che converge uniformemente in {\displaystyle [a,b]}. Allora la serie dell'integrale è pari all'integrale della serie, cioè l'integrale della funzione somma.
{\displaystyle \sum _{n}\int _{a}^{b}f_{n}(x)\mathrm {d} x=\int _{a}^{b}\sum _{n}{f_{n}(x)}\mathrm {d} x=\int _{a}^{b}f(x)\mathrm {d} x}
- Se è {\displaystyle f_{n}\geq 0}, {\displaystyle f_{n}} continua per ogni {\displaystyle n} e la serie converge in {\displaystyle [a,b]} a una funzione continua, allora la convergenza è uniforme.

## Esempi
Gli esempi di serie di funzioni sono molteplici nell'analisi. Si segnalano in particolare:
- Serie di potenze - serie in cui il termine generale è del tipo {\displaystyle a_{n}\,(x-c)^{n}}, dove {\displaystyle a_{n}} è un coefficiente variabile. Ha applicazioni anche nella combinatoria e nell'ingegneria elettrica.
- Serie di Taylor - caso particolare di una serie di potenze, in cui i coefficienti {\displaystyle a_{n}} sono rappresentati dalle derivate successive della funzione nel punto {\displaystyle c}, a meno di un termine fattoriale al denominatore. Sono usatissime, specie in una forma "troncata" all'{\displaystyle n}-esimo termine, per approssimare la funzione in esame nel punto {\displaystyle c}. Una funzione sviluppabile in serie di Taylor in ogni suo punto è detta analitica. Sono dette anche serie di Taylor-MacLaurin se il punto iniziale è lo zero.
- Serie di Fourier - serie che approssimano il comportamento di funzioni periodiche mediante somme infinite di seni e coseni. Si applicano per esempio nell'acustica, nell'ottica e nella risoluzione di particolari equazioni differenziali alle derivate parziali.